# Antonio Frosini
Antonio Maria Frosini (Modena, 8 de setembro de 1751 - Roma, 8 de julho de 1834) foi um cardeal italiano da Igreja Romana.

## vida
Frosini veio de uma família nobre, seus pais eram o marquês Alessandro Frosini e sua esposa a condessa Vittoria Carandini, por parte de sua mãe era parente dos cardeais Filippo Carandini e Ercole Consalvi . Ele primeiro estudou direito no Collegio dei Nobili di S. Carlo em Modena até 1771, depois na Universidade de La Sapienza em Roma e completou sua formação jurídica com seu parente Filippo Carandini. Ele também estudou filosofia e teologia em Roma.
Após a morte de seu pai, Antonio Maria Frosini iniciou uma carreira na corte como camareiro do Duque de Modena Francesco III. d'Este . Em 1773, ele era o plenipotenciário do duque na corte imperial de Viena . Após seu retorno de Viena, Frosini mudou-se para Roma e entrou para o serviço papal. Ele recebeu a tonsura em 18 de fevereiro de 1783 e tornou-se escrivão no Tribunal da Assinatura Apostólica . Depois de ocupar cargos como governador de várias áreas dos Estados Papais , ele foi forçado a ir para Florença em 1798 durante a curta República Romana .fugir, também durante a ocupação francesa dos Estados Pontifícios em 1808. Em 1810 teve que se exilar em Paris, após a queda de Napoleão viajou por toda a França e Inglaterra. Em seu retorno a Roma, ele retomou seu cargo na Assinatura Apostólica e foi nomeado seu pró-reitor em 28 de agosto de 1814. De 1817 a 1823 ocupou os cargos de Prefeito do Palácio Apostólico e Governador de Castel Gandolfo.
No consistório de 10 de março de 1823, o Papa Pio VII criou Frosini cardeal e no mesmo dia o nomeou cardeal diácono com o título de diácono de Santa Maria in Cosmedin . Entre outras coisas, foi Prefeito da Congregação para as Indulgências e Relíquias de 1829 a 1832 .
Como cardeal, Antonio Maria Frosini participou do conclave de 1823 do Papa Leão XII. escolheu; da mesma forma no conclave de 1829, que elegeu Pio VIII, e no conclave de 1830-1831, do qual Gregório XVI emergiu como papa.
Antonio Maria Frosini morreu em 8 de julho de 1834 e foi sepultado em Roma na Igreja dos Capuchinhos de San Bonaventura alla Polveriera .

## Link externo
- Antonio Maria Frosini
- catholic-hierarchy.org